# Pooles Island
Pooles Island est une île inhabitée du comté de Harford dans le Maryland (États-Unis).

## Géographie
Le phare de Pooles Island y a été construit en 1825 sur la pointe nord-ouest. Il a été remis en service en 2011 et il inscrit au Registre national des lieux historiques depuis le 19 février 1997 sous le no 97000060.

## Galerie

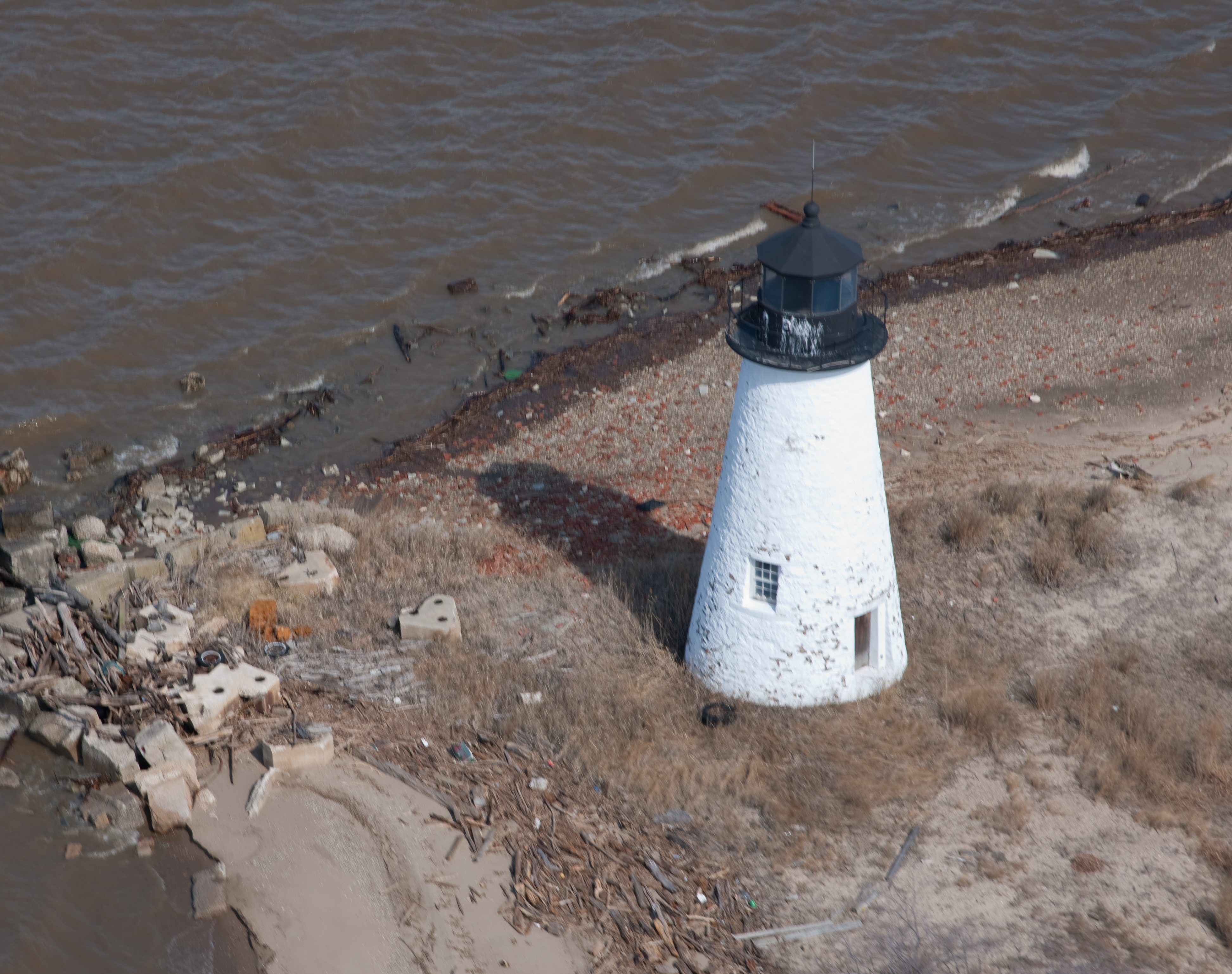
Le phare de Pooles Island